# Хрест визнання
Хре́ст визна́ння (лат. Atzinības krusts, фр. Croix de la Reconnaissance) — державна нагорода Латвійської Республіки. Створена латвійським урядом 1938 року. Поділяється на 5 класів. Після відновлення Латвійської незалежності перезатверджена 2004 року законом про державні нагороди. Надається громадянам Латвії та іноземцям за особливі заслуги в громадському житті, культурі, науці, спорті та освіті. Може надаватися головам іноземних держав або урядів, керівникам міжнародних організацій, послам та інших урядовцям-іноземцям. Походить від Ордену Визнання (фр. Ordre de la Reconnaissance), заснованого 1710 року в Мітаві курляндським герцогом Фрідріхом-Вільгельмом Кеттлером як дяка Богові за відновлення герцогства після Великої Північної війни. Самим орденом було нагороджено лише 18 осіб, а після смерті герцога в 1711 році подальших нагороджень не було. Девіз: «для чесних людей» (фр. pour les honnêtes gens).

## Історія

### Орден визнання

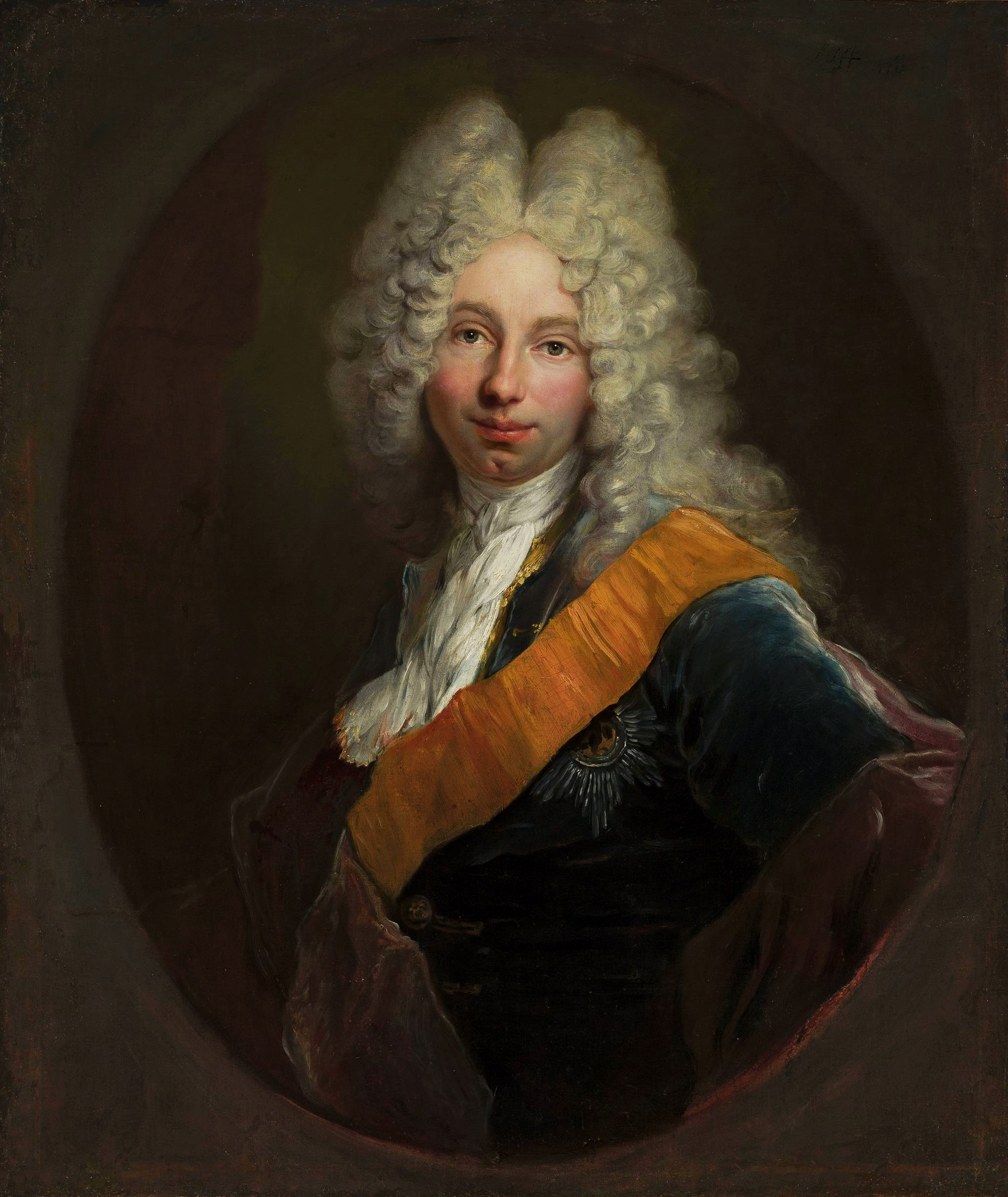
Фрідріх-Вільгельм з Орденом Чорного орла.

13 травня 1710 року курляндський герцог Фрідріх-Вільгельм Кеттлер повернувся із Пруссії до Курляндії-Семигалії, що була спустошена Великою Північною війною та епідемію чуми. Він одразу проголосив про створення державної нагороди герцогства — Ордену визнання (фр. l’Ordre de la Reconnaissance). Девізом ордену став вислів «для чесних людей» (фр. Pour les honnêtes gens).
Дослідники історії Ордену зазначають, що він був започаткований як орден подяки. У орденському статуті зазначалося, що знак був дякою Всемогутньому Богові за відродження Курляндії після війни (лат. et in memoriam recuperatae Curlandiae). 
Вважається, що Орден визнання був першою і єдиною державною нагородою Курляндії. Проте відомо, що 1698 року герцогиня Єлизавета-Софія створила орден на пам'ять про свого покійного чоловіка-герцога Фрідріха-Казимира, із девізом «вартим довіри, постійним і щирим» (фр. Fidele, constat et sincere). Цю нагороду отримали найближчі придворні герцогині.
Ідея створення Ордену визнання з'явилася у Фрідріха-Вільгельма у Пруссії, де 1701 року він отримав Орден Чорного орла. Герцог прагнув створити ядро вірних аристократів, об'єднаних в орденське товариство, подібно до інших монархічних дворів.

## Знаки
| І ступінь   | І ступінь (для жінок)   | ІІ ступінь    | ІІ ступінь (для жінок) |
| ----------- | ----------------------- | ------------- | ---------------------- |
|             |                         |               |                        |
| ІІІ ступінь | ІІІ ступінь (для жінок) | IV, V ступені | Мініатюра і розетка    |
|             |                         |               |                        |

## Нагороджені
- Категорія:Нагороджені Хрестом Визнання